# Thomas Stanley (scrittore)
Thomas Stanley (Rushden, 1625 – Londra, 12 aprile 1678) è stato uno scrittore e traduttore inglese.

## Biografia
Fu considerato per un certo tempo un'autorità in fatto di antica Grecia.

## Opere

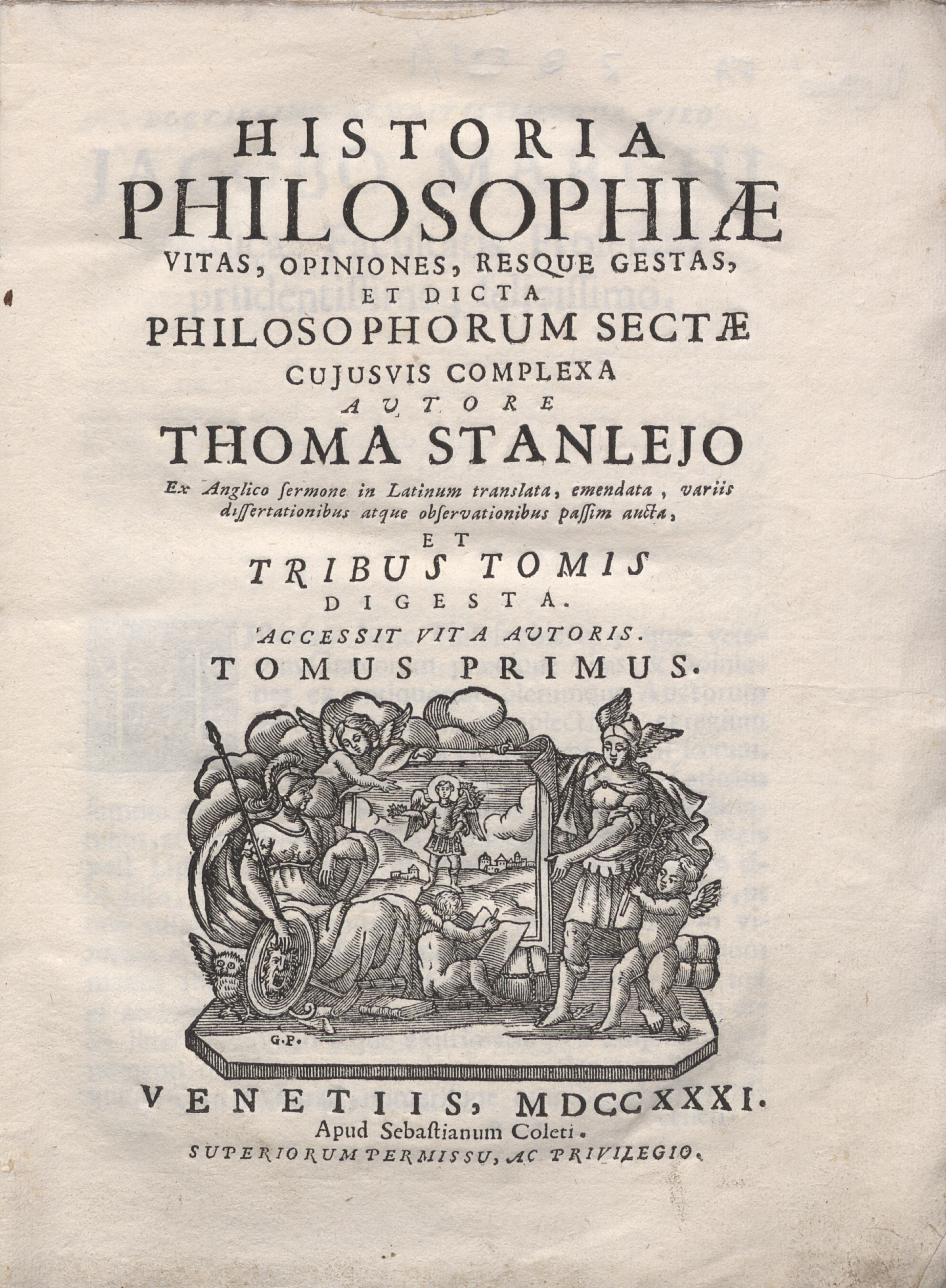
Historia philosophiæ, 1731

- (LA) Historia philosophiæ, vol. 1, Venezia, Sebastiano Coleti, 1731.
- (LA) Historia philosophiæ, vol. 2, Venezia, Sebastiano Coleti, 1731.
- (LA) Historia philosophiæ, vol. 3, Venezia, Sebastiano Coleti, 1731.